# Azcuahutlamanca
Azcuahutlamanca är en ort i Mexiko.   Den ligger i kommunen Zongolica och delstaten Veracruz, i den sydöstra delen av landet, 250 km öster om huvudstaden Mexico City. Azcuahutlamanca ligger 204 meter över havet och antalet invånare är 208.
Terrängen runt Azcuahutlamanca är bergig västerut, men österut är den kuperad. Azcuahutlamanca ligger nere i en dal. Runt Azcuahutlamanca är det ganska tätbefolkat, med 222 invånare per kvadratkilometer. Närmaste större samhälle är Cuichapa, 19,2 km norr om Azcuahutlamanca. I omgivningarna runt Azcuahutlamanca växer i huvudsak städsegrön lövskog.